# 仁位宗香
仁位 宗香（にい しゅうこう）は、南北朝時代の武将。

## 経歴
正平4年/貞和5年（1349年）兄の宗経茂の命により対馬の守護代となり、大宰府から下県郡仁位村中村に移る。山林の乱伐を禁じ、正平17年/貞治元年（1362年）には二分五厘物成を実施し民政の安定に尽くした。没後、島民は功を称え地主社を建て、後胤の満茂は応永25年（1418年）清玄寺を建て菩提寺とした。